# Shuremy Felomina
Shuremy Emmanuel Felomina (Willemstad, 4 maart 1995) is een Curaçaos-Nederlands voetballer die bij voorkeur als verdediger speelt.

## Loopbaan
In het seizoen 2014/15 speelde hij bij FC Den Bosch en sinds 2012 speelt hij in het nationale elftal van Curaçao. In 2015 ging hij voor T.S.V. LONGA spelen. Vervolgens speelde Felomina in twee periodes in België voor KFC Houtvenne en tussendoor voor VV Gestel. Medio 2017 sloot hij aan bij Achilles '29. In maart 2018 ging hij naar Kozakken Boys. Vanaf medio 2018 ging hij voor FC Lienden spelen.

## Interlandcarrière
Op 13 juli 2012 maakte Felomina zijn debuut voor Curaçao. Hij mocht starten in de vriendschappelijke wedstrijd tegen Aruba.
| Interlands van Shuremy Felomina voor Curaçao | Interlands van Shuremy Felomina voor Curaçao | Interlands van Shuremy Felomina voor Curaçao | Interlands van Shuremy Felomina voor Curaçao | Interlands van Shuremy Felomina voor Curaçao | Interlands van Shuremy Felomina voor Curaçao |
| No.                                          | Datum                                        | Wedstrijd                                    | Uitslag                                      | Competitie                                   | Goals                                        |
| -------------------------------------------- | -------------------------------------------- | -------------------------------------------- | -------------------------------------------- | -------------------------------------------- | -------------------------------------------- |
| 1.                                           | 13 juli 2012                                 | Aruba – Curaçao                              | 3 – 2                                        | Vriendschappelijk                            | 0                                            |
| 2.                                           | 21 oktober 2012                              | Saint Lucia – Curaçao                        | 5 – 1                                        | Gold Cup 2013 kwalificatie                   | 0                                            |
| 3.                                           | 23 oktober 2012                              | Curaçao – Guyana                             | 1 – 2                                        | Gold Cup 2013 kwalificatie                   | 0                                            |
| 4.                                           | 25 oktober 2012                              | Saint Vincent en de Grenadines – Curaçao     | 4 – 0                                        | Gold Cup 2013 kwalificatie                   | 0                                            |